# シェイド (映画)
『シェイド』（原題: Shade）は、2003年のアメリカ合衆国の映画。スチュアート・タウンゼント主演。

## キャスト
※括弧内は日本語吹替
- ヴァーノン - スチュアート・タウンゼント（森川智之）
- チャーリー・ミラー - ガブリエル・バーン（津嘉山正種）
- ティファニー - タンディ・ニュートン（田中敦子）
- ラリー・ジェニングス - ジェイミー・フォックス（楠大典）
- イヴ - メラニー・グリフィス（深見梨加）
- ディーン・スティーヴンス - シルヴェスター・スタローン（ささきいさお）
- マックス・マリーニ - パトリック・ボーショー
- スカーニ警部補 - ボー・ホプキンス（荒川太朗）
- 教授 - ハル・ホルブルック（伊藤和晃）
- ジェフ - ロドニー・ローランド（風間勇刀）
- マイク - グレン・プラマー